# 上海东莱银行大楼
上海东莱银行大楼是位于中国上海市黄浦区天津路85号的一座银行建筑，建于1920年代，曾为东莱银行上海分行（1933年后为上海总行）行址，原建筑已不存在。

## 历史
1920年2月，东莱银行设立上海分庄，同年5月改组为上海分行，投资200万银元。原中国银行青岛分行经理吴蔚如任东莱银行副总经理兼上海分行总经理，王子厚（王继堃，一说王季堃）任副经理，高和甫任营业主任。上海分行开办后不久的1920年末至1921年初，东莱银行曾加入中国银行副总裁张嘉璈与浙江兴业银行董事长叶景葵发起的“中国经募车债银行团”，以筹资帮助北洋政府购买铁路机车。此后，上海东莱银行曾多次参与银行团政府借款项目，如上海造币厂借款项目、认购国民政府发行的江海关二五附税国库券等。
1923年，东莱银行董事长刘子山曾计划将总行迁往上海，并在吴蔚如的陪同下考察上海市场。在此期间，刘子山曾赴黄金荣公馆做客，杜月笙也传递口信称有意拜访，刘子山最终决定将总行从青岛迁至天津。1926年，上海华商银行界曾计划筹资支持国民革命军北伐，并在静安寺路刘子山住宅开会磋商，吴蔚如代表东莱银行出席，最终由时任东莱银行常务董事徐青甫将捐款交付给蒋介石。1920年代末，东莱银行在天津路河南路路口购地建设了银行营业大楼。
1930年代的上海东莱银行在上海商界、金融界相当活跃，并取得了一定地位。1931年9月上海银行公会换届选举后，沪行经理吴蔚如当选执行委员会委员，东莱银行首次进入公会领导层。吴蔚如担任此职直至1938年。1932年，东莱银行在上海参与了中国征信所的组建与经营，该机构为中国金融史上第一家规范化商业信用调查机构。1933年，东莱银行作为筹备委员参与建立上海票据交换所，东莱银行是九家筹备委员中唯一一家由私营银行改组的股份制银行。
1933年，东莱银行在八仙桥设立支行，行址敏体尼荫路（今西藏南路）84号，直属沪行。吴蔚如之友任镒安任支行经理，但不久得癌症离职，改由吴蔚如三女婿王显猷接任支行经理，卢静先任襄理。同年年5月，青岛市政府筹办青岛国货公司，尽管有刘子山等富商支持，仍无法将开业所需资金募集完整，市政府方面只好请沪行经理吴蔚如在上海募集资金。在吴蔚如的努力及上海商界的支持下，青岛国货公司最终得以开业。同年9月，东莱银行总行自天津迁至上海。
1937年抗战爆发后，刘子山要求各行闭关自守、紧缩业务，拒绝与日本人合作，1945年抗战结束后复业。1949年5月上海解放后，东莱银行被准许继续营业。1950年2月，因董事长刘子山于1948年逝世，总经理兼沪行经理吴蔚如被推选为东莱银行董事长，原天津分行经理薛赞庭接任总经理，原沪行副经理王子厚接任经理。不久，王子厚因行员非议而辞职，由卞伯屏接任，不久也辞职，最终由刘子山幼子刘仪泉任沪行经理。1951年6月1日，沪行加入私营金融业第一联营集团，后又加入金融业第一联营总管理处。1952年“三反”、“五反”运动期间，东莱银行在上海被定性为“严重违法户”，原因不明。同年12月并入公私合营银行上海分行。原上海东莱银行大楼后来曾为上海港口专用码头管理处办公楼，1990年代因道路拓宽被拆除。